# Acción del 11 de noviembre de 1780
La Acción del 11 de noviembre de 1779 fue un enfrentamiento naval menor entre la fragata naval real británica HMS Tartar y la fragata española Santa Margarita frente a Lisboa durante la guerra anglo-española.
El 11 de noviembre, el capitán Alexander Graeme in Tartar , perteneciente a la escuadra al mando del comodoro George Johnstone , estaba frente a Lisboa cuando avistó la fragata española Santa Margarita de 38 cañones . Tartar , con el viento a sus espaldas, alcanzó y se enfrentó al barco español. Después de alrededor de dos horas de combate de Santa Marguerita fue casi desarbolado cuando su capitán decidió atacar sus colores.
Santa Margarita se agregó a la Royal Navy bajo su nombre actual como una fragata de 36 cañones y 12 libras. Tuvo una carrera muy larga, sirviendo hasta 1836.